# Contrebande

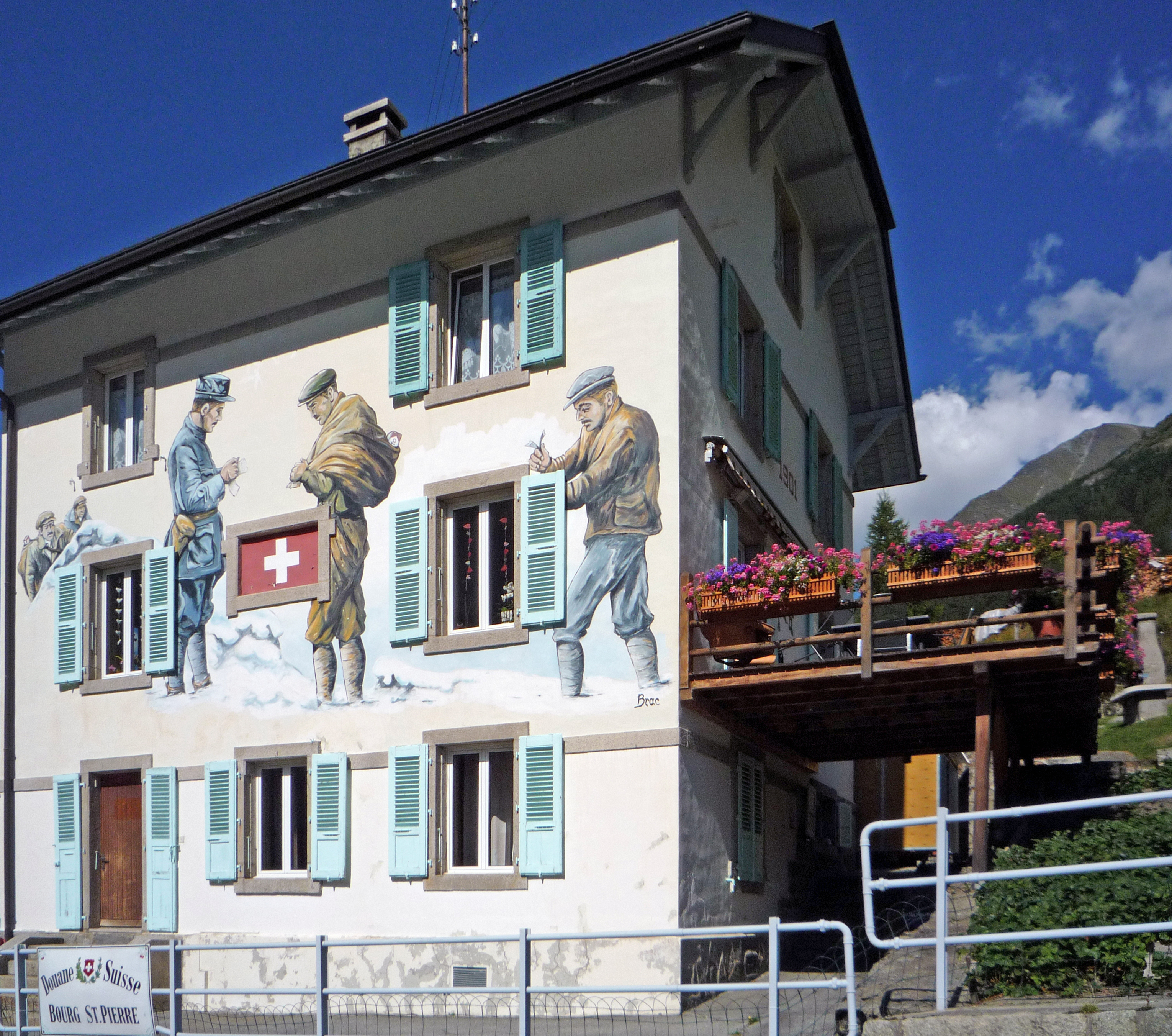
Illustration de la contrebande de cigarette sur la maison de la douane suisse à Bourg-Saint-Pierre.

La contrebande désigne le transport illégal de marchandises ou de personnes, en particulier au travers de frontières, ceci afin d'éviter de payer des taxes et droits de douane ou de faire entrer des produits interdits dans un pays ou, inversement, d'en faire sortir malgré l'interdiction (on parle alors d'évasion). Par extension, et comme il s'agit des mêmes réseaux, la contrebande peut concerner des personnes, soit pour leur permettre d'entrer dans un pays qui leur est fermé, soit pour leur permettre de sortir d'un pays qui leur interdit. Le plus souvent, les biens alimentent un marché noir tandis que les individus sont contraints au travail clandestin.
L'histoire de la contrebande est aussi longue que controversée ; elle est probablement apparue le jour même où la première taxe a été créée. Dans les régions frontalières ou sur les côtes, la contrebande est, à certaines périodes de l'histoire, un élément économiquement structurant au point d'être un moteur des interventions étrangères par des puissances visant à mieux contrôler les flux de marchandises et de taxes.
Pour des raisons pratiques, la contrebande concerne généralement des produits de forte valeur par unité de volume (et de poids). Plus faciles à dissimuler, ceux-ci nécessitent d'impliquer moins de personnes et permettent, en outre, de mieux rentabiliser les frais de transport. Ainsi, malgré de lourdes taxes en France, la contrebande d'essence est presque inexistante.
La contrebande a toujours été largement diversifiée, la seule condition pour qu'un produit en fasse l'objet étant que le trafic de celui-ci soit lucratif et illégal. De nos jours, elle concerne :
- la drogue ;
- l'immigration clandestine ;
- l'armement ;
- l'alcool ;
- le tabac ;
- la contrefaçon ;
- etc.

Les moyens de transport se sont également modernisés : le plus utilisé par les contrebandiers est le hors-bord, en particulier dans le golfe du Mexique. Mais surtout, les contrebandiers utilisent les avions, que ceux-ci soient commerciaux ou privés. Chaque année, des milliers de contrebandiers sont arrêtés dans les aéroports internationaux.
Enfin, face à la mise en place croissante des politiques de contrôle de l'immigration dans les pays occidentaux, l'immigration clandestine est une activité extralégale en plein essor.
La contrebande est l'une des sources des flux financiers illicites qui épuisent les économies des pays en développement.

## Histoires de contrebande
- La gabelle (vente forcée de sel fortement taxé) en France, créa les conditions pour une contrebande et un marché noir massif.
- Le trafic des indiennes, tissus imprimés.
- Le trafic du tabac : tabac belge, etc.
- En Grande-Bretagne, la contrebande a pris une envergure économique importante à la fin du XVIIIe siècle. Le gouvernement de l'époque augmenta les taxes afin de financer plusieurs guerres très coûteuses contre la France et les États-Unis naissants.

Les taxes sur les vins, les spiritueux et d'autres produits de luxe étaient tellement élevées que l'importation clandestine de ces marchandises est devenue une activité très lucrative pour les pêcheurs et navigateurs, alors frappés par la misère. Dans certaines parties du pays, comme les Cornouailles et l'est du comté de Cleveland, la contrebande était bien plus importante sur le plan économique que les activités légales comme l'agriculture ou la pêche.
- Peu après, la mise en place du blocus continental par Napoléon a lui aussi nourri une contrebande importante. La contrebande durant l'époque napoléonienne a pris un caractère particulier ; la Grande-Bretagne était devenu grâce à la révolution industrielle la première puissance économique et industrielle mondiale mais pour écouler sa production manufacturière et ses produits coloniaux elle devait avoir accès au ports européens. Le blocus continental lui interdit ces accès, dès lors le pouvoir britannique organisa, avec l'appui des contrebandiers professionnels (et la mise à leur disposition de cadres de la Royal Navy) la contrebande de produits manufacturés et coloniaux (étoffes, sucre, café, thé, tabac…). Cette politique avait plusieurs avantages, les industriels écoulaient leurs produits, les contrebandiers étaient contrôlés par l'État, les distributeurs continentaux (qui bénéficiaient de prix de gros non-taxés) pouvaient rendre des services (héberger des agents britanniques, des émigrés ou espionner eux-mêmes).

## Quelques zones historiques de contrebande en France
- Alpes : province du Dauphiné[2], col de Tende, vallée de la Roya, Hautes-Alpes, la Vallée Étroite
- Anjou
- Ardennes
- Bretagne : Clos Poulet (Ille-et-Vilaine), Pays pagan (Finistère), golfe du Morbihan, baie de Bourgneuf (Loire-Atlantique et Vendée)
- Flandre : Flandre maritime : le Blootland, Flandre intérieure
- Franche-Comté : Doubs, Arbézie
- Mayenne : Marches de Bretagne
- Normandie : Manche, Cotentin, îles Anglo-Normandes, Jersey, Guernesey, Archipel des Minquiers et des Écréhou, Chausey
- Pays basque : Vera de Bidassoa, Sare
- Vosges
- Département du Nord (59)
- Saint-Pierre-et-Miquelon, durant la prohibition aux États-Unis
- Région Andoranne
- Frontière italienne (contrefaçons, drogues).

## Quelques contrebandiers célèbres
- Jean Chouan (Mayenne),
- Henri Robert Jallot de Rantot (Cotentin),
- Louis Mandrin (1725-1755) est un contrebandier célèbre du Dauphiné. Alors que la contrebande est généralement une activité discrète et diffuse, impliquant peu de personnes, il organisait de véritables expéditions de plusieurs centaines de « marchands » en territoire français à partir de ses bases étrangères. Cette forme de contrebande est très rare, et l'expérience malheureuse de Mandrin montre qu'elle est très risquée : trop visible, elle devient une véritable provocation, et trop concentrée, elle permet à la puissance étatique d'utiliser sa supériorité militaire,
- Yang Fenlan, contrebandière, parmi les principaux contrebandiers impliqués dans le trafic d'ivoire entre l'Afrique et l'Asie.

## Dans la fiction
- Han Solo, personnage de fiction de la série de films de Star Wars.